# Selección de fútbol de Corea del Sur
La selección de fútbol de Corea del Sur (대한민국 축구 국가대표팀?, Daehanmin-guk Chukgu GukgadaepyotimRR), reconocida oficialmente por la FIFA como selección de fútbol de la República de Corea, es el equipo representativo del país y que representa a la Asociación de Fútbol de Corea desde 1948 en las competiciones oficiales organizadas por la Confederación Asiática de Fútbol (AFC) y la Federación Internacional de Asociaciones de Fútbol (FIFA).
El mayor logro de su historia ha sido llegar hasta semifinales en la Copa Mundial de Fútbol de 2002 en la que participó bajo anfitrión junto con Japón, obteniendo el 4.º puesto, lo que la convierte junto con los Estados Unidos y Marruecos en las selecciones fuera de la Conmebol y la UEFA que más lejos ha llegado en un Mundial. Ha logrado clasificarse doce veces para la Copa Mundial de Fútbol y es la selección asiática que más veces ha asistido al Mundial.
Se coronó campeón de la Copa Asiática en dos ocasiones (1956 y 1960).

## Historia

### Antes de 1954
Los coreanos no se introdujeron en el fútbol hasta 1882, cuando los miembros de una tripulación británica jugaron un partido, mientras su nave estaba de visita del Puerto de Incheon. En 1921 se disputó el primer torneo de fútbol en Corea y en 1928 se fundó la Asociación de Fútbol de Corea para difundir y desarrollar el fútbol en Corea. En 1940, sin embargo, el gobernador general de Corea obligó a la Asociación de Fútbol de Corea a disolverse.
Tras la constitución de la República de Corea, se refundó la Asociación de Fútbol de Corea (KFA) en 1948 y se unió a la FIFA, que rige el fútbol internacional. El mismo año, el equipo nacional de Corea hizo su debut internacional en los Juegos Olímpicos en Londres. La KFA se unió a la AFC (Confederación Asiática de Fútbol) en 1954.

### 1954-1989

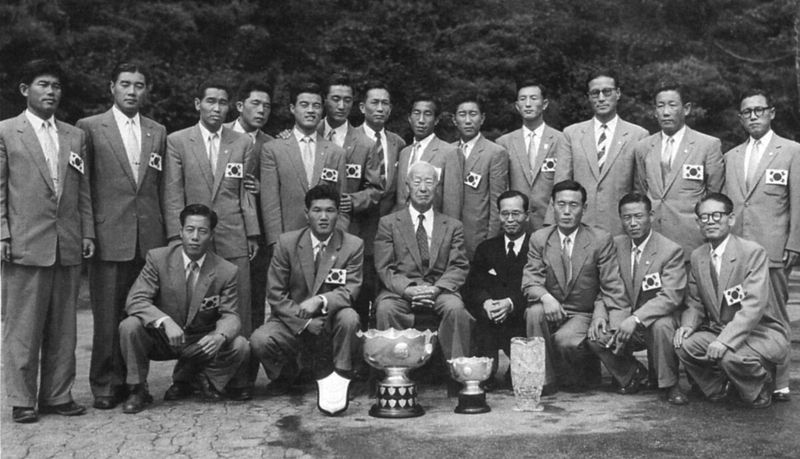
El equipo de Corea del Sur con el presidente del país, Syngman Rhee, después de ganar la Copa Asiática de la AFC de 1956.

Corea del Sur entró por primera vez la Copa Mundial de Fútbol de 1954 como el segundo equipo asiático debutante en la Copa del Mundo después de las Indias Orientales Neerlandesas. Corea del Sur jugó contra Hungría y Turquía y perdió 9-0 y 7-0, respectivamente (el partido programado contra Alemania Federal no se disputó porque el equipo no tenía probabilidades de pasar a la siguiente fase, según las reglas de ese torneo). Pasaron treinta y dos años hasta que Corea del Sur pudo participar en la Copa del Mundo de nuevo.
Corea del Sur participó en la primera Copa Asiática en 1956. Empataron con Hong Kong y derrotaron a Israel y Vietnam del Sur, lo que les valió para tomar el primer lugar y coronarse campeones del torneo. Después organizaron la segunda Copa de Asia en 1960 y la ganaron tras vencer en todos sus partidos. Sin embargo, no pudieron repetir este éxito y perdieron todos sus partidos en la Copa Asiática de 1964 y no pudieron clasificarse para la edición de 1968. En 1972 quedaron en segundo lugar. Fallaron en su intento una vez más para clasificarse en 1976, pero alcanzaron el segundo lugar de nuevo en 1980.
En 1986, Corea del Sur se clasificó para la Copa Mundial de Fútbol de 1986, celebrada en México, la primera desde 1954. Sin embargo, no pudieron ganar un partido a pesar de la presencia de la leyenda del fútbol asiático Cha Bum-Kun: perdieron 3-1 ante Argentina, empataron 1-1 con Bulgaria, y perdieron 3-2 con Italia.
Su siguiente torneo importante fue la Copa Asiática de 1988. Ganaron todos sus partidos en la fase de grupos y también a China por 2-1 en las semifinales, pero perdieron por penaltis por 4-3 en la final contra Arabia Saudita.

### 1990-2004
Corea del Sur comenzó la década de 1990 mal. En la Copa Mundial de Fútbol de 1990, perdieron todos sus partidos (contra España 3-1, contra Uruguay 1-0 y contra Bélgica 2-0). Corea del Sur tampoco pudo clasificarse para la Copa Asiática 1992.
En la Copa Mundial de Fútbol de 1994 se las arreglaron para empatar con España 2-2. Hong Myung-bo marcó un gol y su compañero asistida Seo Jung-Won otro, ambos en los últimos cinco minutos del partido. En su siguiente partido consiguieron otro empate con Bolivia 0-0. En su último partido contra Alemania, casi lograron otro empate con Hwang Sun-hong y Hong Myung-bo marcando sendos goles en la segunda mitad después de estar perdiendo por 3-0, pero no fueron capaces de marcar más y perdieron por 3-2. En la Copa Asiática 1996 apenas lograron salir de la fase de grupos, ya que ocuparon el tercer lugar en su grupo tras perder ante Kuwait. Una comparación hecha entre todos los mejores terceros de cada grupo permitió avanzar a Corea del Sur. Sin embargo, perdieron por 2-6 contra Irán en los cuartos de final tras encajar cinco goles en la segunda mitad.
Posteriormente, la exleyenda de Corea del Sur Cha Bum-Kun se convirtió en el entrenador durante la Copa Mundial de Fútbol de 1998. Después de un buen rendimiento en la clasificación, sin embargo, el equipo jugó mal en el torneo: perdieron ante México 3-1 y ante los Países Bajos 5-0. Cha fue despedido después de la derrota ante los Países Bajos. Después, el equipo logró un empate 1-1 contra Bélgica. En la Copa Asiática 2000, Corea del Sur logró avanzar de la fase de grupos y derrotó a Irán por 2-1 en los cuartos de final, pero perdieron ante Arabia Saudita por 2-1 en las semifinales. Derrotaron de China 1-0 para ganar el tercer lugar.

### Semifinalistas de la Copa del Mundo 2002

Aficionados coreanos viendo un partido durante la Copa Mundial de 2002.

Corea del Sur fue coanfitrión de la Copa Mundial de Fútbol de 2002 torneo que organizó con Japón. Como nunca habían ganado un partido en la Copa Mundial con anterioridad, las esperanzas no eran muy altas. Además, hubo críticas antes del torneo en relación con el entrenador neerlandés Guus Hiddink, ya que muchos consideraron que no se tomó en serio su trabajo. Sin embargo, una vez que el torneo comenzó el equipo de Corea del Sur logró su primera victoria en una Copa del Mundo tras vencer por 2-0 ante Polonia. Su siguiente partido fue contra Estados Unidos con quien obtuvo un empate 1-1, con el delantero Ahn Jung Hwan mostrando un espectacular juego. Su último partido fue contra el favorito, Portugal. Portugal ganó dos tarjetas rojas en el partido, reduciéndolos a nueve hombres y Park Ji-Sung marcó el gol de la victoria, por 1-0, que permitió al equipo de Corea del Sur clasificarse para la segunda ronda por primera vez en su historia. El éxito del equipo llevó a la euforia generalizada por parte del público coreano, con mucha gente organizándose para crear el club Red Devils, Lo que atrajo la atención generalizada con su apasionado apoyo del equipo.
En la segunda ronda el oponente de Corea del Sur era Italia, a la que derrotaron por 2-1 en un partido muy físico. El equipo coreano cayó durante casi todo el partido, pero Seol Ki-hyeon marcó el empate a los 88 minutos, lo que permitió ir a la prórroga. Ahn Jung-hwan marcó el gol de la victoria con un gol de cabeza, lo que les permitió avanzar a los cuartos de final. Corea del Sur se enfrentó a España en los cuartos de final. España logró anotar dos veces en este partido, pero los dos goles fueron anulados por los árbitros. El juego se fue a los penaltis y Corea del Sur ganó la tanda de penaltis por 5-3 en un partido muy polémico, y convirtiéndose en el primer equipo asiático en llegar a cuartos de final.
La carrera del equipo de Corea del Sur se detuvo por una derrota por 1-0 ante Alemania en las semifinales. Perdieron contra Turquía 3-2 en el partido del tercer lugar al ganar el cuarto lugar. El capitán del equipo de Hong Myung-bo recibió el Balón de Bronce como tercer mejor jugador del Mundial, el primer futbolista asiático en ser galardonado con esto. Además Hong fue seleccionado para el equipo del torneo junto a su compañero de equipo Yoo Sang-chul, los primeros y únicos futbolistas asiáticos que han sido nombrados. Este nivel de éxito sin precedentes para un país que nunca antes había ganado un partido en la Copa Mundial. Había ido más lejos que cualquier otro equipo de Asia y el malestar de varios equipos europeos establecidos en el proceso, lo que lleva a un aumento en la popularidad del fútbol en el país. Guus Hiddink se convirtió en un héroe nacional en Corea del Sur, convirtiéndose en la primera persona a la que se concedió la ciudadanía honoraria, además se le otorgó una villa privada.

### 2003-2010

Alineación titular del partido entre Corea del Sur y Togo.

A pesar de las súplicas generalizadas para que se quedara Hiddink, este renunció tras la Copa del Mundo. Después de su salida había un mayor énfasis en la contratación de entrenadores extranjeros. Como resultado, el entrenador portugués Humberto Coelho se convirtió en el nuevo director. Bajo su gestión Corea participó y ganó el primer Campeonato de Fútbol de Asia Oriental de 2003. Sin embargo, tras las derrotas impactantes contra Omán y Vietnam y un desafortunado empate 0-0 contra el Maldivas, Coelho fue despedido. El entrenador neerlandés Jo Bonfrere luego se hizo cargo. Tuvieron menos éxito al año siguiente en la Copa Asiática 2004, perdiendo contra Irán en los cuartos de final. Corea del Sur fue sede del Campeonato de Fútbol de Asia Oriental de 2005, pero terminó en el último lugar.
Corea del Sur quedó clasificado para la Copa Mundial de Fútbol de 2006 después de derrotar a Kuwait en la fase de clasificación, terminando segundo en el grupo B después de Arabia Saudita. En este punto Jo Bonfrere había sido objeto de fuertes críticas por los malos resultados del equipo durante el Campeonato de Fútbol de Asia Oriental de 2005, así como una derrota 0-2 contra Arabia Saudita durante la clasificación para la Copa Mundial. Finalmente, renunció, y como resultado, la Asociación Coreana de Fútbol llamó a Dick Advocaat, el nuevo entrenador, para dirigir el equipo en la Copa del Mundo. Durante la Copa Mundial de Fútbol de 2006, Corea del Sur logró su primera victoria en la Copa Mundial fuera de Asia al vencer a Togo 2-1, con goles de Lee Chun-Soo y Ahn Jung-hwan. Su siguiente partido fue contra Francia, que mantuvo el liderato durante la mayor parte del juego, pero un gol de Park Ji-Sung permitió al equipo de Corea del Sur empatar con los finalistas eventuales. Esto colocó a Corea del Sur en la cima de su grupo, pero perdió su último partido por 2-0 contra Suiza, lo que los eliminó del torneo. Advocaat renunció tras no llegar a la segunda ronda y fue reemplazado por el entrenador asistente Pim Verbeek, que también había trabajado bajo Hiddink durante la Copa Mundial de Fútbol de 2002.
El próximo gran torneo de Corea fue la Copa Asiática 2007. El equipo tuvo problemas en la fase de grupos sin sus jugadores estrellas Lee Young-Pyo, Park Ji-Sung y Seol Ki-hyeon. El equipo sacó su primer partido 1-1 contra Arabia Saudita, pero sufrió una sorprendente derrota 1-2 contra Baréin. Derrotaron a Indonesia en su último partido del grupo. Derrotaron a Irán en los cuartos de final a través de la tanda de penaltis tras un empate 0-0. Corea realizó otra tanda de penaltis tras otro empate sin goles contra Irak, pero fueron derrotados. Luego golpearon a Japón por penales una vez más para ganar el tercer puesto. Más tarde, se descubrió que durante el torneo, cuatro jugadores veteranos, entre ellos el entonces capitán Lee Woon-Jae, rompieron las reglas del equipo para ir en una tarde-noche de consumo excesivo de alcohol a un bar de Indonesia. A cada uno de los cuatro jugadores se les prohibió la participación en el equipo nacional durante al menos dos años. Pim Verbeek, al que se culpaba del desempeño insatisfactorio del equipo, renunció después del torneo, ya que no habían podido anotar un solo gol después de la fase de grupos y tuvo que recurrir a sanciones por tres partidos seguidos. También criticó las expectativas poco realistas de los fanes. Posteriormente, Corea del Sur eligió a su primer entrenador coreano desde 2000, cuando Huh Jung-Moo, que había entrenado al equipo en 2000, tomó el timón por segunda vez. Bajo su gestión el equipo de Corea del Sur logró ganar el Campeonato de Fútbol de Asia Oriental de 2008, estuvo invicto durante veintisiete partidos consecutivos en 2009, y pudo clasificarse para la Copa Mundial de Fútbol de 2010.

### 2010-actualidad
Corea del Sur ganó el derecho a participar en la Copa Mundial de Fútbol de 2010 con 16 puntos - siete victorias y siete empates en total durante la eliminatoria. En la Copa del Mundo de 2010 Fueron asignados en el grupo B. Ganaron su primer partido contra Grecia por 2-0, con goles de Lee Jung-Soo y Park Ji-Sung. A continuación, se enfrentaron Argentina y sufrió una gran derrota de 4-1, incluyendo un autogol de Park Chu-Young.

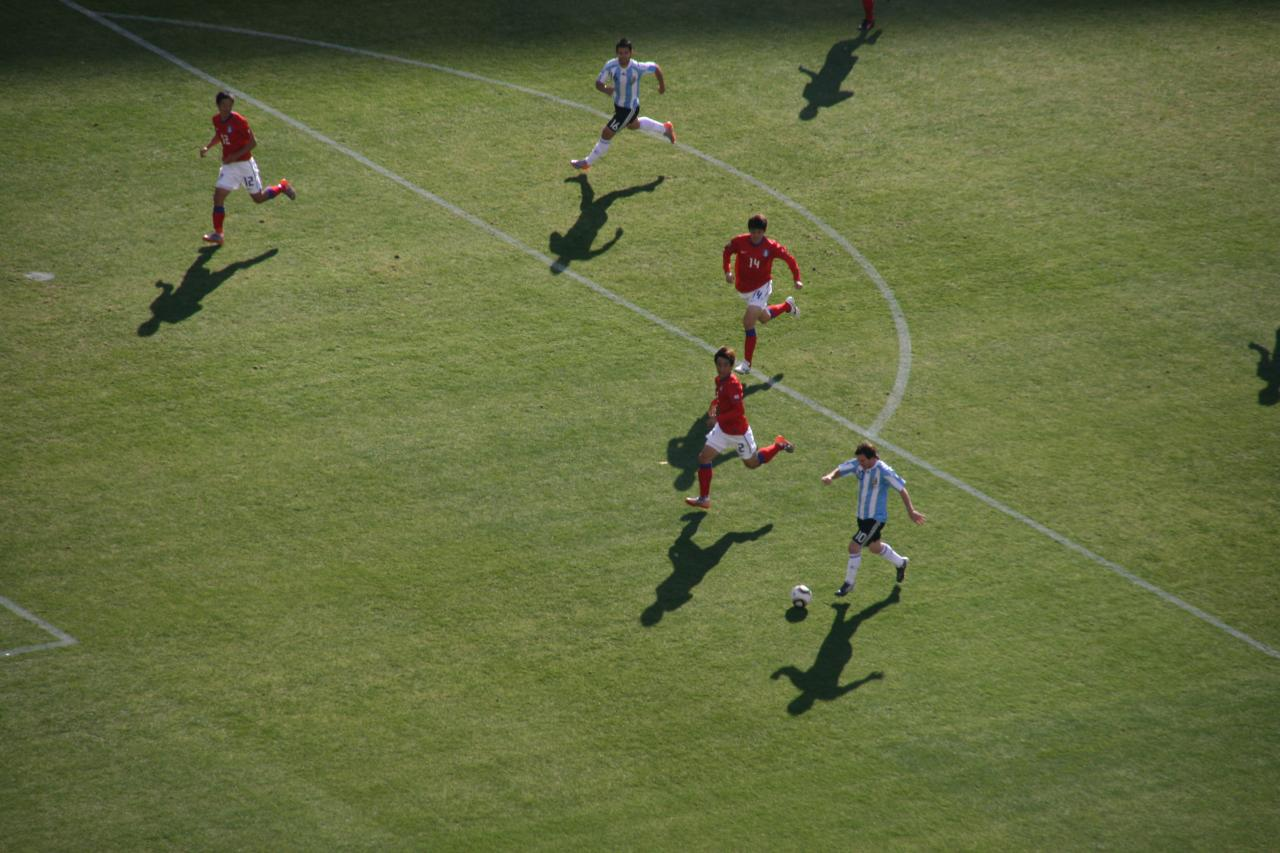
Corea del Sur juega contra Argentina en la Copa Mundial de la FIFA, en junio de 2010.

Luego obtuvo un empate 2-2 en un partido luchado duramente contra Nigeria, con puntuación Lee Jung-Soo en el torneo una vez más y Park Chu-Young redimir su propia meta del juego anterior por anotando por medio de un tiro libre. Esto les permitió llegar a la segunda ronda por primera vez en suelo extranjero. En los octavos de final, se encontraron con Uruguay, que tomó una temprana ventaja con un gol de Luis Suárez. Corea del Sur empató en la segunda mitad después de que Lee Chung-Yong anotó su segundo gol del torneo, pero Corea del Sur recibió un gol de Suárez en el minuto 80. A pesar de mantener la mayoría de la posesión en el segundo tiempo, Corea del Sur no pudo igualar de nuevo y fueron eliminados del torneo.
Después de la Copa del Mundo, Cho Kwang-rae se hizo cargo como entrenador. En la Copa Asiática 2011 que se realizaron, con una victoria por 2-1 sobre Baréin. Ellos empataron 1-1 con Australia en su segundo partido y terminó la fase de grupos con una victoria de 4-1 sobre India. Corea del Sur terminó con siete puntos, pero fue segundo en el grupo después de Australia por diferencia de goles. Jugaron Irán en los cuartos de final y en la prórroga los golpearon 1-0. Se enfrentaron a Japón en las semifinales. Corea del Sur tomó la delantera después de Ki Sung-Yong convirtió un penal a los 23 minutos. Japón anotó el empate y el juego se fue a tiempo extra. Japón se adelantó en la primera parte de la prórroga pero Corea anotó el empate al final del juego, forzando el partido a los penaltis. Corea no pudo anotar, con el japonés portero Eiji Kawashima pudo salvar dos penalites y fueron golpeados por 3-0 en la tanda de penaltis. Derrotaron Uzbekistán 3-2 para ganar el tercer lugar para la segunda Copa de Asia. Se las arreglaron para ganar el Premio Fair Play y el mediocampista Koo Ja-Cheol terminó como máximo goleador del torneo con cinco goles.
Después de la Copa Asiática, la actuación del equipo comenzó a declinar y después de un 3-0 humillante derrota a Japón y una impactante pérdida de 1-2 con el Líbano en Beirut, Cho fue despedido sin contemplaciones a pesar de la victoria inicial de 6-0 sobre Líbano, su tierra natal. Fue sustituido a toda prisa con Cho Kwang-rae con la tarea de la clasificación para la Copa del Mundo de 2014, ya que el equipo estaba en peligro de romper su larga racha de apariciones en la Copa Mundial. Bajo Choi, Corea del Sur quedó clasificado para la Copa Mundial de Fútbol de 2014 de Brasil al terminar segundo en su grupo a través de la diferencia de goles. El contrato de Choi fue hasta después de la celebración de los partidos de clasificación y fue reemplazado por el exjugador Hong Myung-bo, que había capitaneado el equipo de la Copa Mundial de 2002 y dirigido al equipo sub-23 a un Juegos Olímpicos de Londres 2012.
En la Copa Mundial de Fútbol de 2014, fue agrupado junto con Rusia, Argelia y Bélgica. Su primer partido fue empate contra los rusos, empezaron ganando con la anotación fue Lee Keun-Ho en el minuto 68, pero los rusos empatarían el juego 6 minutos después. Perdió contra Argelia por 4-2 en un partido donde no tuvieron su mejor actuación y se vieron superados ante los zorros del desierto. Llegaron al último partido contra Bélgica buscando la clasificación donde solamente les servía la victoria, pero no fue posible ya que los europeos marcarían en el minuto 78 terminando así su participación en el torneo. Jugaría la Copa Asiática 2015, donde llegarían a la final ante Australia, perdiendo ante los socceroos en la prórroga y perdiendo su oportunidad para conseguir su tercera Copa Asiática, pero consiguiendo cupo directo a la próxima edición en 2019.
En la Copa Mundial de Fútbol de 2018, la selección coreana fue agrupada en el grupo F junto con las selecciones de Alemania, Suecia y México. En su primer encuentro, pierden (1-0) con Suecia con el penal anotado por Granqvist (min. 65). En su segundo duelo, frente a México, pierden (2-1) con goles de Carlos Vela (min. 26) y Javier Hernández Balcázar (min. 66) y el descuento Son Heung-min en los minutos finales, con estos resultados Corea del Sur ya quedaba eliminada de la copa. En su último encuentro, logran vencer históricamente por 2-0 a la campeona mundial, Alemania, con tantos convertidos por Kim Young-gwon y Son Heung-min en los minutos finales, dejando a este último equipo eliminado y finalizando el torneo con 3 puntos.

## Últimos partidos y próximos encuentros
Actualizado al último partido jugado el 15 de julio de 2025
| Fecha      | Ciudad           | Racha | Local          | Resultado | Visitante     | Competición                     |
| ---------- | ---------------- | ----- | -------------- | --------- | ------------- | ------------------------------- |
| 11-06-2024 | Seúl             | Sí    | Corea del Sur  | 1:0       | China         | Clasificación Copa Mundial 2026 |
| 05-09-2024 | Seúl             |       | Corea del Sur  | 0:0       | Palestina     | Clasificación Copa Mundial 2026 |
| 10-09-2024 | Mascate          | Sí    | Omán           | 1:3       | Corea del Sur | Clasificación Copa Mundial 2026 |
| 10-10-2024 | Amán             | Sí    | Jordania       | 0:2       | Corea del Sur | Clasificación Copa Mundial 2026 |
| 15-10-2024 | Yongin           | Sí    | Corea del Sur  | 3:2       | Irak          | Clasificación Copa Mundial 2026 |
| 14-11-2024 | Ciudad de Kuwait | Sí    | Kuwait         | 1:3       | Corea del Sur | Clasificación Copa Mundial 2026 |
| 19-11-2024 | Amán             |       | Palestina      | 1:1       | Corea del Sur | Clasificación Copa Mundial 2026 |
| 20-03-2025 | Goyang           |       | Corea del Sur  | 1:1       | Omán          | Clasificación Copa Mundial 2026 |
| 25-03-2025 | Suwon            |       | Corea del Sur  | 1:1       | Jordania      | Clasificación Copa Mundial 2026 |
| 05-06-2025 | Basra            | Sí    | Irak           | 0:2       | Corea del Sur | Clasificación Copa Mundial 2026 |
| 10-06-2025 | Seúl             | Sí    | Corea del Sur  | 4:0       | Kuwait        | Clasificación Copa Mundial 2026 |
| 07-07-2025 | Yongin           | Sí    | Corea del Sur  | 3:0       | China         | Campeonato EAFF 2025            |
| 12-07-2025 | Yongin           | Sí    | Hong Kong      | 0:2       | Corea del Sur | Campeonato EAFF 2025            |
| 15-07-2025 | Yongin           | No    | Corea del Sur  | 0:1       | Japón         | Campeonato EAFF 2025            |
| 06-09-2025 | Harrison         |       | Estados Unidos | -:-       | Corea del Sur | Partido amistoso                |
| 09-09-2025 | TBD              |       | México         | -:-       | Corea del Sur | Partido amistoso                |
| 14-10-2025 | TBD              |       | Corea del Sur  | -:-       | Paraguay      | Partido amistoso                |

## Estadísticas

### Copa Mundial de Fútbol
| Año   | Ronda            | Posición       | PJ             | PG             | PE             | PP             | GF             | GC             | Dif.           | Goleador                                      |
| ----- | ---------------- | -------------- | -------------- | -------------- | -------------- | -------------- | -------------- | -------------- | -------------- | --------------------------------------------- |
| 1930  | No participó     | No participó   | No participó   | No participó   | No participó   | No participó   | No participó   | No participó   | No participó   | No participó                                  |
| 1934  | No participó     | No participó   | No participó   | No participó   | No participó   | No participó   | No participó   | No participó   | No participó   | No participó                                  |
| 1938  | No participó     | No participó   | No participó   | No participó   | No participó   | No participó   | No participó   | No participó   | No participó   | No participó                                  |
| 1950  | No participó     | No participó   | No participó   | No participó   | No participó   | No participó   | No participó   | No participó   | No participó   | No participó                                  |
| 1954  | Fase de grupos   | 16.º           | 2              | 0              | 0              | 2              | 0              | 16             | –16            | –                                             |
| 1958  | No participó     | No participó   | No participó   | No participó   | No participó   | No participó   | No participó   | No participó   | No participó   | No participó                                  |
| 1962  | No clasificó     | No clasificó   | No clasificó   | No clasificó   | No clasificó   | No clasificó   | No clasificó   | No clasificó   | No clasificó   | No clasificó                                  |
| 1966  | Se retiró        | Se retiró      | Se retiró      | Se retiró      | Se retiró      | Se retiró      | Se retiró      | Se retiró      | Se retiró      | Se retiró                                     |
| 1970  | No clasificó     | No clasificó   | No clasificó   | No clasificó   | No clasificó   | No clasificó   | No clasificó   | No clasificó   | No clasificó   | No clasificó                                  |
| 1974  | No clasificó     | No clasificó   | No clasificó   | No clasificó   | No clasificó   | No clasificó   | No clasificó   | No clasificó   | No clasificó   | No clasificó                                  |
| 1978  | No clasificó     | No clasificó   | No clasificó   | No clasificó   | No clasificó   | No clasificó   | No clasificó   | No clasificó   | No clasificó   | No clasificó                                  |
| 1982  | No clasificó     | No clasificó   | No clasificó   | No clasificó   | No clasificó   | No clasificó   | No clasificó   | No clasificó   | No clasificó   | No clasificó                                  |
| 1986  | Fase de grupos   | 20.º           | 3              | 0              | 1              | 2              | 4              | 7              | –3             | J.M. Huh, S.H. Choi, J.B. Kim y C.S. Park: 1  |
| 1990  | Fase de grupos   | 22.º           | 3              | 0              | 0              | 3              | 1              | 6              | –5             | Hwangbo Kwan: 1                               |
| 1994  | Fase de grupos   | 20.º           | 3              | 0              | 2              | 1              | 4              | 5              | –1             | Hong Myung-bo: 2                              |
| 1998  | Fase de grupos   | 30.º           | 3              | 0              | 1              | 2              | 2              | 9              | –7             | Ha Seok-ju y Yoo Sang-chul: 1                 |
| 2002  | Cuarto lugar     | 4.º            | 7              | 3              | 2              | 2              | 8              | 6              | +2             | Ahn Jung-hwan: 2                              |
| 2006  | Fase de grupos   | 17.º           | 3              | 1              | 1              | 1              | 3              | 4              | –1             | Park Ji-sung, Lee Chun-soo y Ahn Jung-hwan: 1 |
| 2010  | Octavos de final | 15.º           | 4              | 1              | 1              | 2              | 6              | 8              | –2             | Lee Chung-yong: 2                             |
| 2014  | Fase de grupos   | 27.º           | 3              | 0              | 1              | 2              | 3              | 6              | –3             | Heung-min, Ja-cheol y Keun-ho: 1              |
| 2018  | Fase de grupos   | 19.º           | 3              | 1              | 0              | 2              | 3              | 3              | 0              | Heung-min: 2                                  |
| 2022  | Octavos de final | 16.º           | 4              | 1              | 1              | 2              | 5              | 8              | -3             | Cho Gue-sung: 2                               |
| 2026  | Clasificado      | Clasificado    | Clasificado    | Clasificado    | Clasificado    | Clasificado    | Clasificado    | Clasificado    | Clasificado    | Clasificado                                   |
| 2030  | Por disputarse   | Por disputarse | Por disputarse | Por disputarse | Por disputarse | Por disputarse | Por disputarse | Por disputarse | Por disputarse | Por disputarse                                |
| 2034  | Por disputarse   | Por disputarse | Por disputarse | Por disputarse | Por disputarse | Por disputarse | Por disputarse | Por disputarse | Por disputarse | Por disputarse                                |
| Total | 12/23            | 19.º           | 38             | 7              | 10             | 21             | 39             | 78             | -39            | Ahn Jung-hwan y Heung-min: 3                  |

### Copa Asiática
| Año   | Ronda            | Posición     | PJ           | PG           | PE           | PP           | GF           | GC           | Dif.         | Goleador                                     |
| 1956  | Campeón          | 1.º          | 3            | 2            | 1            | 0            | 9            | 6            | +3           | Woo Sang-kwon: 3                             |
| 1960  | Campeón          | 1.º          | 3            | 3            | 0            | 0            | 9            | 1            | +8           | Cho Yoon-Ok: 4                               |
| ----- | ---------------- | ------------ | ------------ | ------------ | ------------ | ------------ | ------------ | ------------ | ------------ | -------------------------------------------- |
| 1964  | Tercer lugar     | 3.º          | 3            | 1            | 0            | 2            | 2            | 4            | –2           | Bae Keum-Soo y Huh Yoon-Jung: 1              |
| 1968  | No clasificó     | No clasificó | No clasificó | No clasificó | No clasificó | No clasificó | No clasificó | No clasificó | No clasificó | No clasificó                                 |
| 1972  | Subcampeón       | 2.º          | 4            | 1            | 1            | 2            | 7            | 6            | +1           | Park Ee-Chon: 5                              |
| 1976  | No clasificó     | No clasificó | No clasificó | No clasificó | No clasificó | No clasificó | No clasificó | No clasificó | No clasificó | No clasificó                                 |
| 1980  | Subcampeón       | 2.º          | 6            | 4            | 1            | 1            | 12           | 6            | +6           | Choi Soon-Ho: 7                              |
| 1984  | Primera ronda    | 9.º          | 4            | 0            | 2            | 2            | 1            | 3            | –2           | Lee Tae-Ho: 1                                |
| 1988  | Subcampeón       | 2.º          | 6            | 5            | 1            | 0            | 11           | 3            | +8           | Lee Tae-Ho: 3                                |
| 1992  | No clasificó     | No clasificó | No clasificó | No clasificó | No clasificó | No clasificó | No clasificó | No clasificó | No clasificó | No clasificó                                 |
| 1996  | Cuartos de final | 7.º          | 4            | 1            | 1            | 2            | 7            | 11           | –4           | Kim Do-Hoon y Hwang Sun-Hong: 2              |
| 2000  | Tercer lugar     | 3.º          | 6            | 3            | 1            | 2            | 9            | 6            | +3           | Lee Dong-Gook: 6                             |
| 2004  | Cuartos de final | 6.º          | 4            | 2            | 1            | 1            | 9            | 4            | +5           | Lee Dong-Gook: 4                             |
| 2007  | Tercer lugar     | 3.º          | 6            | 1            | 4            | 1            | 3            | 3            | 0            | Choi Sung-Kuk, Kim Do-Heon y Kim Jung-Woo: 1 |
| 2011  | Tercer lugar     | 3.º          | 6            | 4            | 2            | 0            | 13           | 7            | +6           | Koo Ja-cheol: 5                              |
| 2015  | Subcampeón       | 2.º          | 6            | 5            | 0            | 1            | 8            | 2            | +6           | Son Heung-Min: 3                             |
| 2019  | Cuartos de final | 5.º          | 5            | 4            | 0            | 1            | 6            | 2            | +4           | Hwang Ui-jo y Kim Min-jae: 2                 |
| 2023  | Cuarto lugar     | 4.º          | 6            | 2            | 3            | 1            | 11           | 10           | +1           | Lee Kang-in y Son Heung-Min: 3               |
| 2027  | Clasificado      | Clasificado  | Clasificado  | Clasificado  | Clasificado  | Clasificado  | Clasificado  | Clasificado  | Clasificado  | Clasificado                                  |
| Total | 16/19            | 2.º          | 72           | 38           | 18           | 16           | 117          | 74           | +43          | Lee Dong-gook: 10                            |

### Juegos Olímpicos
| Año | Ronda                         | Posición                      | PJ                            | PG                            | PE                            | PP                            | GF                            | GC                            | Dif.                          | Goleador                      |
| --- | ----------------------------- | ----------------------------- | ----------------------------- | ----------------------------- | ----------------------------- | ----------------------------- | ----------------------------- | ----------------------------- | ----------------------------- | ----------------------------- |
| 1908 | No existía la selección       | No existía la selección       | No existía la selección       | No existía la selección       | No existía la selección       | No existía la selección       | No existía la selección       | No existía la selección       | No existía la selección       | No existía la selección       |
| 1912 | No existía la selección       | No existía la selección       | No existía la selección       | No existía la selección       | No existía la selección       | No existía la selección       | No existía la selección       | No existía la selección       | No existía la selección       | No existía la selección       |
| 1920 | No existía la selección       | No existía la selección       | No existía la selección       | No existía la selección       | No existía la selección       | No existía la selección       | No existía la selección       | No existía la selección       | No existía la selección       | No existía la selección       |
| 1924 | No existía la selección       | No existía la selección       | No existía la selección       | No existía la selección       | No existía la selección       | No existía la selección       | No existía la selección       | No existía la selección       | No existía la selección       | No existía la selección       |
| 1928 | No existía la selección       | No existía la selección       | No existía la selección       | No existía la selección       | No existía la selección       | No existía la selección       | No existía la selección       | No existía la selección       | No existía la selección       | No existía la selección       |
| 1932 | No hubo competición de fútbol | No hubo competición de fútbol | No hubo competición de fútbol | No hubo competición de fútbol | No hubo competición de fútbol | No hubo competición de fútbol | No hubo competición de fútbol | No hubo competición de fútbol | No hubo competición de fútbol | No hubo competición de fútbol |
| 1936 | No existía la selección       | No existía la selección       | No existía la selección       | No existía la selección       | No existía la selección       | No existía la selección       | No existía la selección       | No existía la selección       | No existía la selección       | No existía la selección       |
| 1948 | Cuartos de final              | 8.º                           | 2                             | 1                             | 0                             | 1                             | 5                             | 15                            | –10                           | Chung Kook-chin: 2            |
| Desde 1952 los Juegos Olímpicos los disputan selecciones amateurs, y a partir de 1992 selecciones sub-23 |                               |                               |                               |                               |                               |                               |                               |                               |                               |                               |
| Total | 1/7                           | -                             | 2                             | 1                             | 0                             | 1                             | 5                             | 15                            | –10                           | Chung Kook-chin: 2            |

### Copa Oro de la Concacaf
| Año         | Ronda          | Posición     | PJ           | PG           | PE           | PP           | GF           | GC           | Dif.         | Goleador                                                                     |
| ----------- | -------------- | ------------ | ------------ | ------------ | ------------ | ------------ | ------------ | ------------ | ------------ | ---------------------------------------------------------------------------- |
| 1963 - 1998 | No participó   | No participó | No participó | No participó | No participó | No participó | No participó | No participó | No participó | No participó                                                                 |
| 2000        | Fase de grupos | 9.º          | 2            | 0            | 2            | 0            | 2            | 2            | 0            | Dong-Gook Lee y Min-Sung Lee: 1                                              |
| 2002        | Cuarto lugar   | 4.º          | 5            | 0            | 2            | 3            | 3            | 7            | -4           | Song Chong-Gug, Choi Jin-Cheul y Kim Do-Hoon: 1                              |
| 2003 - 2025 | No participó   | No participó | No participó | No participó | No participó | No participó | No participó | No participó | No participó | No participó                                                                 |
| Total       | 2/27           | 16.º         | 7            | 0            | 4            | 3            | 5            | 9            | -4           | Dong-Gook Lee, Min-Sung Lee, Song Chong-Gug, Choi Jin-Cheul y Kim Do-Hoon: 1 |

### Campeonato de Asia Oriental
| Año   | Ronda        | Posición | PJ | PG | PE | PP | GF | GC | Dif. | Goleador                                     |
| 2003  | Campeón      | 1.º      | 3  | 2  | 1  | 0  | 4  | 1  | +3   | Do-hoon, Do-heon, Jung-hwan y Sang-chul: 1   |
| ----- | ------------ | -------- | -- | -- | -- | -- | -- | -- | ---- | -------------------------------------------- |
| 2005  | Cuarto lugar | 4.º      | 3  | 3  | 0  | 0  | 9  | 1  | +8   | Cho Yoon-Ok: 4                               |
| 2008  | Campeón      | 1.º      | 3  | 1  | 0  | 2  | 2  | 4  | –2   | Bae Keum-Soo y Huh Yoon-Jung: 1              |
| 2010  | Subcampeón   | 2.º      | 3  | 2  | 0  | 1  | 8  | 4  | +4   | –                                            |
| 2013  | Tercer lugar | 3.º      | 4  | 1  | 1  | 2  | 7  | 11 | –4   | Kim Do-Hoon y Hwang Sun-Hong: 2              |
| 2015  | Campeón      | 1.º      | 3  | 1  | 2  | 0  | 3  | 1  | +2   | Kim Seung-dae, Lee Jong-ho, Jang Hyun-soo: 1 |
| 2017  | Campeón      | 1.º      | 3  | 2  | 1  | 0  | 7  | 3  | +4   | Kim Shin-wook: 3                             |
| 2019  | Campeón      | 1.º      | 3  | 3  | 0  | 0  | 4  | 0  | +4   | Hwang In-beom: 2                             |
| 2022  | Subcampeón   | 2.º      | 3  | 2  | 0  | 1  | 3  | 0  | +3   | Kang Seong-jin: 2                            |
| Total | 9/9          | 2.º      | 28 | 17 | 5  | 6  | 47 | 25 | +22  | Lee Dong-gook: 10                            |

## Rivalidades
La selección surcoreana mantiene dos grandes rivalidades dentro del continente asiático, siendo la principal y más destacable la rivalidad con Japón llamada también Haniljeon (한일전/韓日戰) en Corea mientras que en Japón; Nikkansen (日韓戦), esta rivalidad involucra tanto cuestiones deportivas como cuestiones políticas históricas. Desde 1954 hasta el presente han tenido 82 partidos con 42 victorias surcoreanas, 23 empates y 17 triunfos japoneses.
Mientras que la otra rivalidad importante es con su vecino más cercano Corea del Norte siendo esta una cuestión enteramente política, ya que la selección norcoreana es una de las más débiles del continente.

## Récord ante otras selecciones
Actualizado al 10 de septiembre de 2024.
| Rival                  | PJ  | PG  | PE  | PP  | GF   | GC  |
| ---------------------- | --- | --- | --- | --- | ---- | --- |
| Afganistán             | 1   | 1   | 0   | 0   | 8    | 2   |
| Alemania               | 4   | 2   | 0   | 2   | 7    | 5   |
| Angola                 | 1   | 1   | 0   | 0   | 1    | 0   |
| Arabia Saudita         | 19  | 5   | 9   | 5   | 19   | 19  |
| Argelia                | 2   | 1   | 0   | 1   | 4    | 4   |
| Argentina              | 3   | 0   | 0   | 3   | 2    | 8   |
| Australia              | 29  | 9   | 11  | 9   | 30   | 29  |
| Baréin                 | 17  | 11  | 4   | 2   | 38   | 13  |
| Bangladés              | 2   | 2   | 0   | 0   | 13   | 0   |
| Bielorrusia            | 1   | 0   | 0   | 1   | 0    | 1   |
| Bélgica                | 4   | 0   | 1   | 3   | 2    | 6   |
| Birmania               | 27  | 15  | 7   | 5   | 42   | 15  |
| Bolivia                | 3   | 1   | 2   | 0   | 1    | 0   |
| Bosnia y Herzegovina   | 2   | 1   | 0   | 1   | 2    | 3   |
| Brasil                 | 8   | 1   | 0   | 7   | 6    | 20  |
| Brunéi                 | 1   | 1   | 0   | 0   | 3    | 0   |
| Bulgaria               | 2   | 0   | 1   | 1   | 1    | 2   |
| Burkina Faso           | 1   | 1   | 0   | 0   | 1    | 0   |
| Camerún                | 5   | 3   | 2   | 0   | 10   | 3   |
| Canadá                 | 5   | 2   | 1   | 2   | 5    | 4   |
| Catar                  | 11  | 6   | 2   | 3   | 19   | 13  |
| China                  | 40  | 25  | 12  | 2   | 56   | 26  |
| China Taipéi           | 21  | 15  | 1   | 5   | 50   | 19  |
| Chile                  | 3   | 1   | 1   | 1   | 2    | 1   |
| Colombia               | 8   | 4   | 3   | 1   | 14   | 9   |
| Corea del Norte        | 17  | 7   | 9   | 1   | 14   | 6   |
| Costa Rica             | 10  | 4   | 3   | 3   | 13   | 12  |
| Costa de Marfil        | 1   | 1   | 0   | 0   | 2    | 0   |
| Croacia                | 7   | 2   | 2   | 3   | 7    | 11  |
| Cuba                   | 1   | 0   | 1   | 0   | 0    | 0   |
| Dinamarca              | 2   | 0   | 1   | 1   | 1    | 3   |
| Ecuador                | 2   | 1   | 0   | 1   | 3    | 2   |
| Egipto                 | 18  | 6   | 7   | 5   | 18   | 21  |
| El Salvador            | 1   | 0   | 1   | 0   | 1    | 1   |
| Emiratos Árabes Unidos | 21  | 13  | 5   | 3   | 38   | 14  |
| Escocia                | 1   | 1   | 0   | 0   | 4    | 1   |
| Eslovenia              | 1   | 0   | 1   | 0   | 0    | 0   |
| España                 | 6   | 0   | 2   | 4   | 5    | 16  |
| Estados Unidos         | 11  | 5   | 3   | 3   | 10   | 8   |
| Finlandia              | 3   | 3   | 0   | 0   | 5    | 0   |
| Filipinas              | 8   | 8   | 0   | 0   | 38   | 2   |
| Francia                | 3   | 0   | 1   | 2   | 3    | 9   |
| Gales                  | 1   | 0   | 1   | 0   | 0    | 0   |
| Ghana                  | 7   | 3   | 0   | 4   | 10   | 14  |
| Grecia                 | 4   | 3   | 1   | 0   | 6    | 1   |
| Guam                   | 1   | 1   | 0   | 0   | 9    | 0   |
| Guatemala              | 3   | 1   | 1   | 1   | 4    | 3   |
| Haití                  | 1   | 1   | 0   | 0   | 4    | 1   |
| Honduras               | 3   | 3   | 0   | 0   | 9    | 0   |
| Hong Kong              | 29  | 22  | 5   | 2   | 69   | 21  |
| Hungría                | 2   | 0   | 0   | 2   | 0    | 10  |
| India                  | 19  | 14  | 2   | 3   | 48   | 12  |
| Indonesia              | 60  | 46  | 8   | 6   | 138  | 31  |
| Inglaterra             | 1   | 0   | 1   | 0   | 1    | 1   |
| Irán                   | 33  | 10  | 10  | 13  | 36   | 34  |
| Irak                   | 23  | 9   | 12  | 2   | 27   | 14  |
| Irlanda del Norte      | 1   | 0   | 0   | 1   | 1    | 2   |
| Islandia               | 2   | 2   | 0   | 0   | 6    | 1   |
| Israel                 | 11  | 5   | 4   | 2   | 17   | 12  |
| Italia                 | 2   | 1   | 0   | 1   | 4    | 4   |
| Jamaica                | 4   | 2   | 2   | 0   | 7    | 3   |
| Japón                  | 81  | 42  | 23  | 16  | 124  | 76  |
| Jordania               | 7   | 3   | 3   | 1   | 7    | 5   |
| Kazajistán             | 2   | 1   | 1   | 0   | 4    | 1   |
| Kirguistán             | 1   | 1   | 0   | 0   | 1    | 0   |
| Kuwait                 | 24  | 12  | 4   | 8   | 30   | 20  |
| Laos                   | 5   | 5   | 0   | 0   | 28   | 0   |
| Letonia                | 2   | 2   | 0   | 0   | 2    | 0   |
| Líbano                 | 16  | 12  | 3   | 1   | 28   | 5   |
| Libia                  | 1   | 1   | 0   | 0   | 4    | 0   |
| Macao                  | 3   | 3   | 0   | 0   | 11   | 2   |
| Macedonia del Norte    | 2   | 1   | 1   | 0   | 4    | 3   |
| Malasia                | 55  | 34  | 10  | 11  | 101  | 50  |
| Maldivas               | 2   | 1   | 1   | 0   | 2    | 0   |
| Malta                  | 2   | 1   | 1   | 0   | 3    | 2   |
| Malí                   | 1   | 1   | 0   | 0   | 3    | 1   |
| Marruecos              | 2   | 0   | 1   | 1   | 3    | 5   |
| México                 | 14  | 4   | 2   | 8   | 18   | 29  |
| Moldavia               | 2   | 2   | 0   | 0   | 5    | 0   |
| Mongolia               | 1   | 1   | 0   | 0   | 6    | 0   |
| Nepal                  | 7   | 7   | 0   | 0   | 53   | 0   |
| Nueva Zelanda          | 7   | 6   | 1   | 0   | 10   | 1   |
| Nigeria                | 5   | 3   | 2   | 0   | 9    | 6   |
| Noruega                | 4   | 1   | 1   | 2   | 5    | 6   |
| Omán                   | 6   | 5   | 0   | 1   | 13   | 5   |
| Países Bajos           | 2   | 0   | 0   | 2   | 0    | 7   |
| Pakistán               | 2   | 2   | 0   | 0   | 13   | 0   |
| Palestina              | 1   | 0   | 1   | 0   | 0    | 0   |
| Panamá                 | 1   | 0   | 1   | 0   | 2    | 2   |
| Paraguay               | 7   | 2   | 4   | 1   | 8    | 7   |
| Perú                   | 2   | 0   | 1   | 1   | 0    | 1   |
| Polonia                | 2   | 1   | 0   | 1   | 5    | 3   |
| Portugal               | 2   | 2   | 0   | 0   | 3    | 1   |
| República Checa        | 6   | 1   | 3   | 2   | 5    | 14  |
| Rumania                | 1   | 0   | 0   | 1   | 1    | 2   |
| Rusia                  | 3   | 0   | 1   | 2   | 4    | 7   |
| Senegal                | 4   | 1   | 1   | 2   | 3    | 4   |
| Serbia                 | 11  | 2   | 4   | 4   | 9    | 16  |
| Singapur               | 39  | 33  | 3   | 3   | 118  | 25  |
| Sri Lanka              | 3   | 3   | 0   | 0   | 19   | 0   |
| Sudán                  | 1   | 1   | 0   | 0   | 8    | 0   |
| Suecia                 | 5   | 0   | 2   | 3   | 3    | 18  |
| Suiza                  | 2   | 1   | 0   | 1   | 2    | 3   |
| Siria                  | 10  | 6   | 3   | 1   | 12   | 5   |
| Tayikistán             | 1   | 1   | 0   | 0   | 4    | 1   |
| Tailandia              | 63  | 42  | 13  | 8   | 124  | 44  |
| Togo                   | 1   | 1   | 0   | 0   | 2    | 1   |
| Trinidad y Tobago      | 1   | 0   | 1   | 0   | 1    | 1   |
| Túnez                  | 3   | 1   | 1   | 1   | 4    | 1   |
| Turquía                | 7   | 1   | 2   | 4   | 4    | 13  |
| Turkmenistán           | 5   | 4   | 0   | 1   | 16   | 5   |
| Ucrania                | 2   | 2   | 0   | 0   | 3    | 0   |
| Uruguay                | 10  | 1   | 2   | 7   | 7    | 14  |
| Uzbekistán             | 16  | 11  | 4   | 1   | 34   | 14  |
| Venezuela              | 1   | 1   | 0   | 0   | 3    | 1   |
| Vietnam                | 25  | 17  | 6   | 2   | 66   | 21  |
| Yemen                  | 1   | 1   | 0   | 0   | 6    | 0   |
| Zambia                 | 4   | 2   | 0   | 2   | 10   | 8   |
| Total                  | 974 | 524 | 240 | 210 | 1749 | 902 |

## Palmarés

### Selección absoluta
- Copa Asiática (2): 1956 y 1960.
- Copa de Naciones Afro-Asiáticas (1): 1988.
- Campeonato de Fútbol de Asia Oriental (5): 2003, 2008, 2015, 2017 y 2019.
- Juegos Asiáticos (3): 1970, 1978 y 1986.
- Torneos amistosos:
  - Copa Dinastía (1): 1990.
  - Copa de Corea (12): 1971, 1974, 1975, 1976, 1978, 1980, 1981, 1982, 1985, 1987, 1991 y 1997.
  - Copa LG (3): 2000, 2001 y 2006.
  - King's Cup (7): 1969, 1970, 1971, 1973, 1974, 1975 y 1998.
  - Torneo Merdeka (5): 1970, 1972, 1975, 1977 y 1978.
  - Copa Dunhill (1): 1999.

### Selección olímpica
- Fútbol en los Juegos Olímpicos:
  - Medalla de bronce: 2012.
- Juegos Asiáticos (2): 2014 y 2018.

### Selección sub-20
- Campeonato Sub-19 de la AFC (11): 1959, 1960, 1963, 1978, 1980, 1982, 1990, 1996, 1998, 2002, 2004 y 2012.

### Selección sub-17
- Campeonato Sub-16 de la AFC (2): 1986 y 2002.

## Jugadores

### Última convocatoria
Los siguientes jugadores fueron convocados para los partidos de clasificación para la Copa Mundial de la FIFA 2026 contra Omán y Jordania los días 20 y 25 de marzo de 2025, respectivamente.
| No. | Pos. | Jugador         | Fecha de nacimiento (edad)         | Apa. | Goles | Club                    |
| --- | ---- | --------------- | ---------------------------------- | ---- | ----- | ----------------------- |
| 1   | POR  | Kim Dong-heon   | 3 de marzo de 1997 (28 años)       | 0    | 0     | Gimcheon Sangmu         |
| 12  | POR  | Lee Chang-geun  | 30 de agosto de 1993 (31 años)     | 1    | 0     | Daejeon Hana Citizen    |
| 21  | POR  | Jo Hyeon-woo    | 25 de septiembre de 1991 (33 años) | 41   | 0     | Ulsan HD                |
|     |      |                 |                                    |      |       |                         |
| 2   | DEF  | Park Seung-wook | 7 de mayo de 1997 (28 años)        | 2    | 0     | Gimcheon Sangmu         |
| 3   | DEF  | Lee Tae-seok    | 28 de julio de 2002 (23 años)      | 3    | 0     | Pohang Steelers         |
| 4   | DEF  | Cho Hyun-taek   | 2 de agosto de 2001 (24 años)      | 0    | 0     | Gimcheon Sangmu         |
| 13  | DEF  | Hwang Jae-won   | 16 de agosto de 2002 (23 años)     | 3    | 0     | Daegu FC                |
| 14  | DEF  | Cho Yu-min      | 17 de noviembre de 1996 (28 años)  | 13   | 0     | Sharjah                 |
| 15  | DEF  | Kim Ju-sung     | 12 de diciembre de 2000 (24 años)  | 2    | 0     | FC Seoul                |
| 20  | DEF  | Kwon Kyung-won  | 31 de enero de 1992 (33 años)      | 34   | 2     | Khor Fakkan             |
| 22  | DEF  | Seol Young-woo  | 5 de diciembre de 1998 (26 años)   | 24   | 0     | Estrella Roja           |
|     |      |                 |                                    |      |       |                         |
| 5   | MED  | Won Du-jae      | 18 de noviembre de 1997 (27 años)  | 7    | 0     | Khor Fakkan             |
| 6   | MED  | Hwang In-beom   | 20 de septiembre de 1996 (28 años) | 67   | 6     | Feyenoord               |
| 7   | MED  | Son Heung-min   | 8 de julio de 1992 (33 años)       | 133  | 51    | Los Angeles FC          |
| 8   | MED  | Park Yong-woo   | 10 de septiembre de 1993 (31 años) | 22   | 0     | Al Ain                  |
| 10  | MED  | Lee Jae-sung    | 10 de agosto de 1992 (33 años)     | 96   | 14    | Mainz 05                |
| 11  | MED  | Hwang Hee-chan  | 26 de enero de 1996 (29 años)      | 71   | 16    | Wolverhampton Wanderers |
| 16  | MED  | Yang Hyun-jun   | 25 de mayo de 2002 (23 años)       | 5    | 0     | Celtic                  |
| 17  | MED  | Yang Min-hyuk   | 16 de abril de 2006 (19 años)      | 1    | 0     | Queens Park Rangers     |
| 18  | MED  | Eom Ji-sung     | 9 de mayo de 2002 (23 años)        | 3    | 1     | Swansea City            |
| 19  | MED  | Lee Dong-gyeong | 20 de septiembre de 1997 (27 años) | 10   | 1     | Gimcheon Sangmu         |
|     | MED  | Bae Jun-ho      | 21 de agosto de 2003 (21 años)     | 7    | 2     | Stoke City              |
|     |      |                 |                                    |      |       |                         |
| 9   | DEL  | Oh Se-hun       | 15 de enero de 1999 (26 años)      | 8    | 2     | Machida Zelvia          |
| 23  | DEL  | Oh Hyeon-gyu    | 12 de abril de 2001 (24 años)      | 17   | 2     | Genk                    |
|     | DEL  | Joo Min-kyu     | 13 de abril de 1990 (35 años)      | 9    | 2     | Daejeon Hana Citizen    |

## Jugadores con récords
Actualizado en Enero 2024

### Máximas participaciones

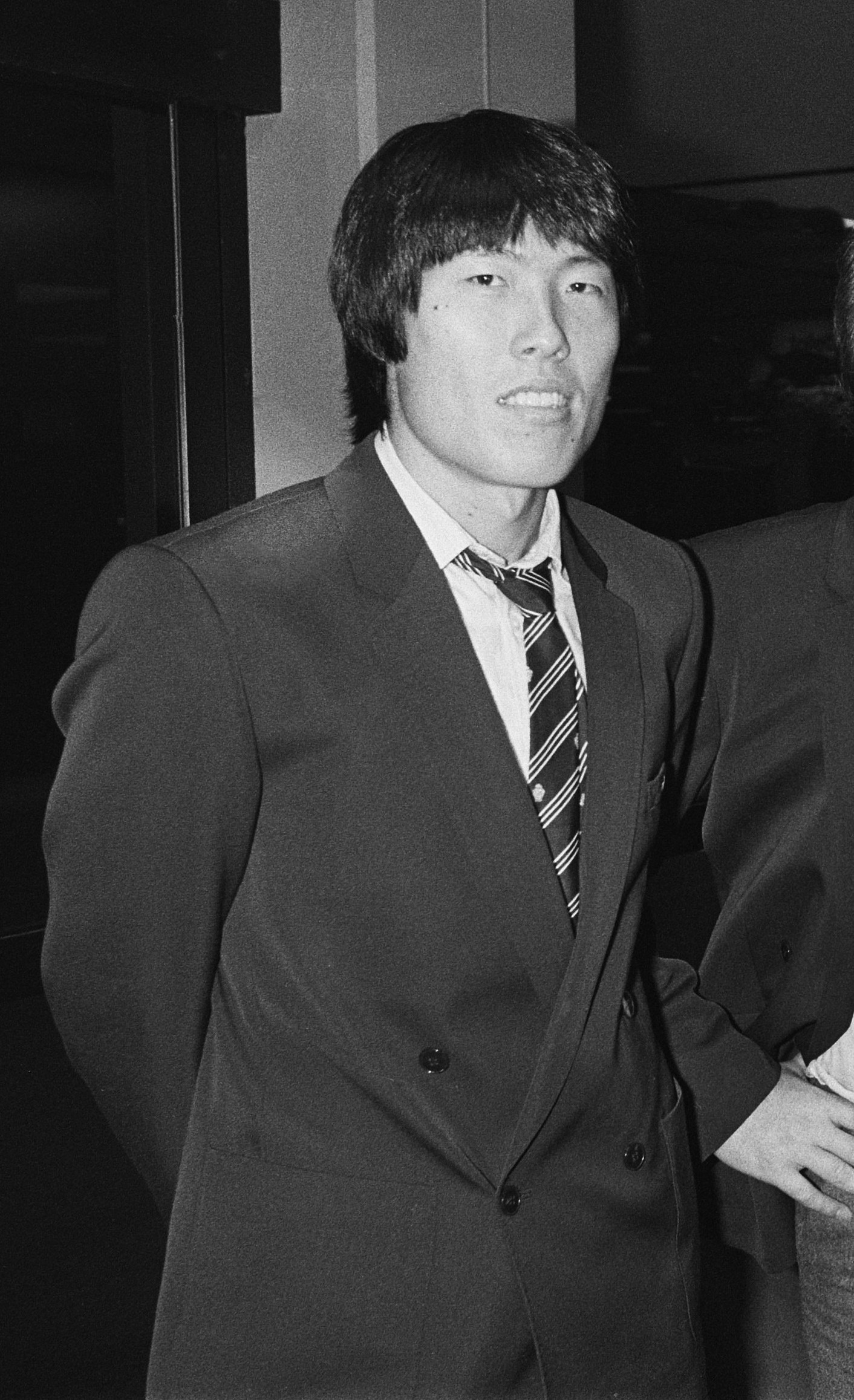
Cha Bum-kun máximo goleador y con más presencias.

| #  | jugador         | Carrera       | Partidos | Goles |
| -- | --------------- | ------------- | -------- | ----- |
| 1  | Cha Bum-kun     | 1972-1986     | 136      | 58    |
| 2  | Hong Myung-bo   | 1990-2002     | 136      | 10    |
| 3  | Lee Woon-jae    | 1994-2010     | 133      | 0     |
| 4  | Lee Young-pyo   | 1999-2011     | 127      | 5     |
| 5  | Kim Ho-kon      | 1971-1979     | 126      | 5     |
| 6  | Yoo Sang-chul   | 1994-2005     | 124      | 18    |
| 7  | Son Heung-min   | 2010-presente | 121      | 43    |
| 8  | Cho Young-jeung | 1975-1986     | 114      | 1     |
| 9  | Park Sung-hwa   | 1975-1984     | 108      | 26    |
| 10 | Kim Tae-young   | 1992-2004     | 105      | 3     |

### Máximos goleadores
| #  | Jugadores      | Carrera       | Goles | Partidos |
| -- | -------------- | ------------- | ----- | -------- |
| 1  | Cha Bum-kun    | 1972-1986     | 58    | 136      |
| 2  | Hwang Sun-hong | 1988-2002     | 50    | 103      |
| 3  | Son Heung-min  | 2010-presente | 43    | 121      |
| 4  | Park Lee-chun  | 1969-1974     | 37    | 91       |
| 5  | Kim Jae-han    | 1972-1979     | 33    | 58       |
| 5  | Lee Dong-gook  | 1998-2020     | 33    | 105      |
| 6  | Huh Jung-moo   | 1974-1986     | 30    | 104      |
| 6  | Choi Soon-ho   | 1980-1991     | 30    | 98       |
| 6  | Kim Do-hoon    | 1994-2003     | 30    | 72       |
| 9  | Kim Jin-kook   | 1972-1977     | 28    | 98       |
| 10 | Lee Young-moo  | 1975-1981     | 27    | 84       |
| 10 | Lee Tae-ho     | 1980-1991     | 27    | 72       |

## Entrenadores
- Park Chung-hwi (1948)
- Lee Young-min (1948)
- Park Chung-hwi (1948-1950)
- Kim Hwa-jip (1952-1954)
- Lee Yoo-hyung (1954)
- Kim Yong-Sik (1954)
- Park Chung-hwi (1955)
- Lee Yoo-hyung (1956)
- Kim Keun-chan (1958)
- Chung Kook-chin (1959)
- Kim Yong-Sik (1960)
- Wui Hye-deok (1960)
- Lee Yoo-hyung (1961)
- Li Jong-kap (1961)
- Min Byung-dae (1962)
- Chung Kook-chin (1964)
- Hong Kun-pyo (1965)
- Min Byung-dae (1966)
- Jang Kyung-hwan (1967)
- Park Il-kap (1968)
- Kim Yong-Sik (1969)
- Kang Joon-young (1969)
- Han Hong-ki (1970-1971)
- Hong Deok-young (1971)
- Park Byung-suk (1971-1972)
- Ham Heung-chul (1972)
- Min Byung-dae (1972-1973)
- Choi Yung-keun (1974)
- Ham Heung-chul (1974-1976)
- Moon Jung-sik (1976)
- Choi Chung-min (1977)
- Kim Jung-nam (interino) (1977)
- Ham Heung-chul (1978-1979)
- Jang Kyung-hwan (1979-1980)
- Kim Jung-nam (1980-1982)
- Choi Eun-taek (1982-1983)
- Cho Yoon-ok (1983)
- Park Jong-hwan (1983-1984)
- Moon Jung-sik (1984-1985)
- Kim Jung-nam (1985-1986)
- Park Jong-hwan (1986-1988)
- Kim Jung-nam (1988)
- Lee Hoi-taek (1988-1990)
- Lee Cha-man (1990)
- Park Jong-hwan (1990-1991)
- Ko Jae-wook (1991)
- Kim Ho (1992-1994)
- Anatoliy Byshovets (1994-1995)
- Park Jong-hwan (1995)
- Huh Jung-moo (1995)
- Jung Byung-tak (1995)
- Ko Jae-wook (1995)
- Park Jong-hwan (1996-1997)
- Cha Bum-kun (1997-1998)
- Kim Pyung-seok (interino) (1998)
- Huh Jung-moo (1998-2000)
- Park Hang-seo (interino) (2000)
- Guus Hiddink (2001-2002)
- Kim Ho-kon (interino) (2002)
- Humberto Coelho (2003-2004)
- Park Sung-hwa (interino) (2004)
- Jo Bonfrère (2004-2005)
- Dick Advocaat (2005-2006)
- Pim Verbeek (2006-2007)
- Huh Jung-moo (2007-2010)
- Cho Kwang-rae (2010-2011)
- Choi Kang-Hee (2011-2013)
- Hong Myung-bo (2013-2014)
- Shin Tae-yong (interino) (2014)
- Uli Stielike (2014-2017)
- Shin Tae-yong (2017-2018)
- Paulo Bento (2018-2022)
- Jürgen Klinsmann (2023-2024)
- Hwang Sun-hong (interino) (2024)
- Hong Myung-bo (2024-presente)